# José María Pemán
José María Pemán y Pemartín (Cádiz, 8 de mayo de 1897-Cádiz, 19 de julio de 1981) fue un jurista y escritor español que cultivó todos los géneros literarios, destacando como periodista, dramaturgo y poeta, además de notable orador. Adscrito ideológicamente al tradicionalismo, hacia el final de su vida asumió algunos postulados del liberalismo conservador, sin llegar a abrazarlo del todo. Entre otros reconocimientos recibió el de caballero de la Insigne Orden del Toisón de Oro.
Fue académico de la Real Academia Española, de la Real Academia de Jurisprudencia y Legislación y de la Real Academia Hispano Americana de Ciencias, Artes y Letras de Cádiz.

## Biografía

### Familia y primeros años

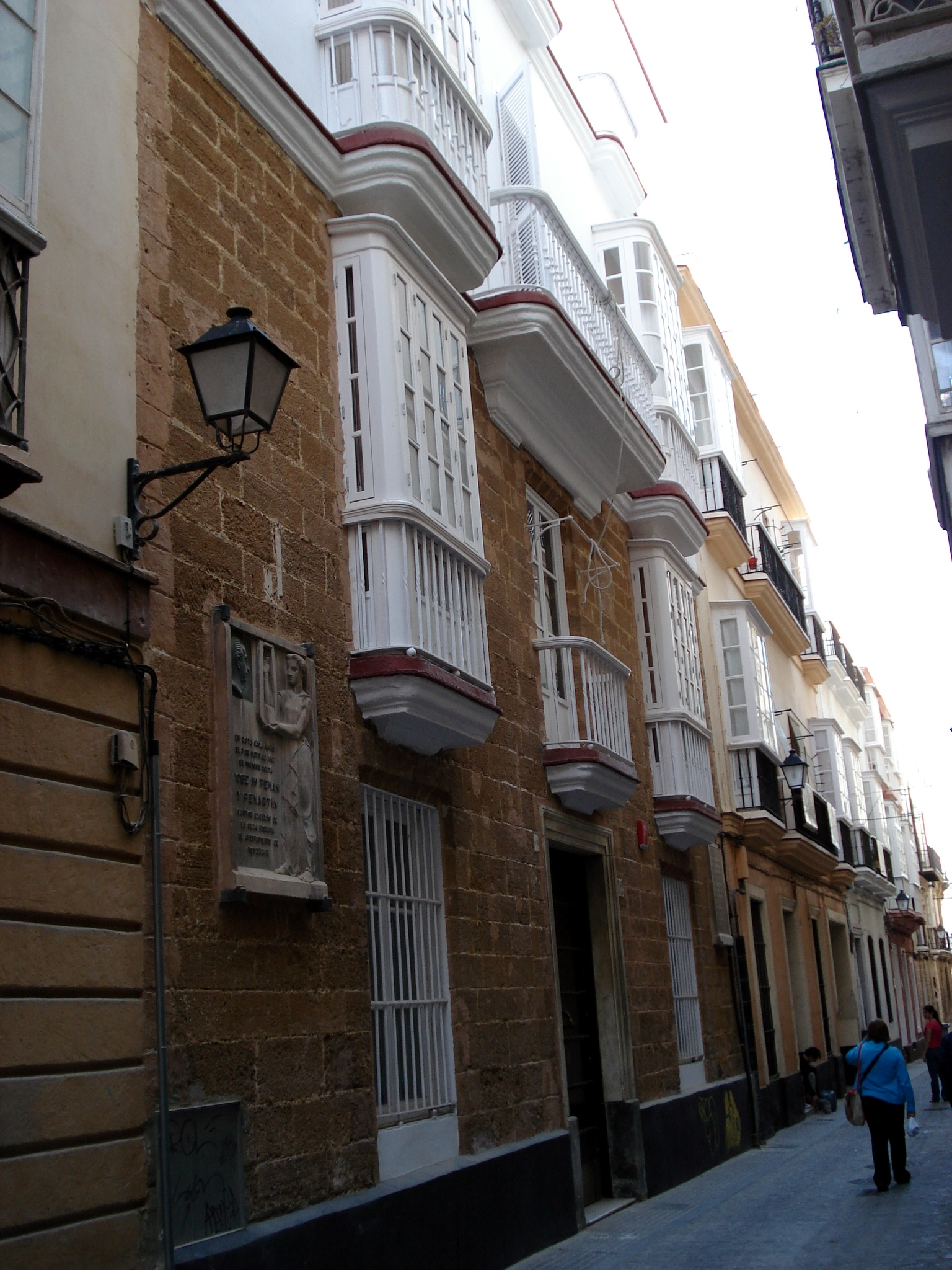
Casa donde nació Pemán en Cádiz, en la calle Isabel la Católica.

Junto con su único hermano César, mayor que él, procedía de una familia de la alta sociedad de Cádiz. Su padre fue el abogado en ejercicio y diputado conservador gaditano Juan Gualberto Pemán y Maestre (1859-1922), y su madre, María Pemartín y Carrera Laborde Aramburu, de entronque jerezano.
El patio de entrada de la que fue su casa natal en Cádiz (calle Isabel la Católica, 12) estuvo presidido durante años por un busto del escritor, retirado en 2020 en cumplimiento de la Ley de Memoria Histórica por orden del Ayuntamiento de Cádiz, gobernado por Adelante Cádiz. En la fachada del inmueble también había una placa con una figura alegórica según la estética de la época y su busto en bajorrelieve en bronce, obra del escultor Juan Luis Vassallo, que fue finalmente retirada en junio de 2021.

### Formación
José María recibió educación católica en el colegio del Oratorio de San Felipe Neri de Cádiz (marianistas), orden que venía huyendo de las leyes laicistas francesas y asentada en Cádiz. Comenzó el bachillerato en el año 1907. Como alumno, sacó un gran número de sobresalientes y notables, como se puede ver en su expediente académico, que se encuentra en el Archivo Histórico Provincial de Cádiz.[cita requerida]
Como los marianistas no disponían aún de centros asociativos de antiguos alumnos, el joven Pemán estableció contacto con los jesuitas a través de la congregación mariana de La Inmaculada y San Luis Gonzaga, conocida como Los Luises (organizada en Cádiz en 1906 por el P. Mariano Carlos, S.J.), desarrollando allí "las aptitudes necesarias para devenir un «selecto», destinado a liderar en católico la sociedad del futuro". La impronta que dejaron los jesuitas en la conciencia del joven Pemán fue profunda y se reflejaría en su obra literaria. 
Hizo el servicio militar en Cádiz, en el cuartel de artillería de La Bomba, junto al parque Genovés.
Estudió Derecho en Sevilla, y obtuvo el doctorado en Derecho en la Universidad Central de Madrid con la tesis Ensayo sobre las ideas filosófico-jurídicas de La República de Platón (1921) con mención «cum laude». Durante dos años trabajó como penalista.
Socio desde muy joven del Casino Gaditano, de la Sociedad de Tenis y del Ateneo, huyó de la bohemia, de la Residencia de Estudiantes, del malditismo y de círculos librepensadores. Contra lo que dijese muchos años después algún paisano escritor bromista, Pemán siguió una intención de conducta casta.[cita requerida]
El acceso a la cultura para un muchacho ávido no era un asunto fácil. El Índice de libros prohibidos por la Iglesia católica estaba vigente y actualizado. Estaban también los autores populares considerados impíos cuya mera tenencia suponía grave pecado. Por higiene moral las bibliotecas de numerosas mansiones burguesas de Cádiz, iniciadas durante las etapas ilustradas, iban siendo expurgadas por frailes amigos y confesores de familia, quienes a veces revisaban en caridad los estantes y retiraban con unción los libros extranjeros más perniciosos a cambio de productos de su huerta. Limitado en sus fuentes nutricias el acceso al conocimiento de lo menos bendito y de lo maldito, limitado por el temor al pecado y carente de la libertad de conciencia tan necesaria a la creatividad, la formación literaria de Pemán fue autodidacta, insolidaria, constreñida y de un riguroso clasicismo español y grecolatino. Mientras estudiaba la carrera de Leyes acudía a última hora de cada tarde a la bien surtida biblioteca del Casino Gaditano. Allí, en el regalo y delicia de aquellas horas que constituían la única evasión a su disciplinada vida de estudio, se encontró con la Biblioteca de Autores Españoles de Rivadeneyra (71 volúmenes), que le permitió acceder a los grandes clásicos. Hacia 1920 entra en contacto con el modernismo tardío gaditano y, más tarde, con la poesía de Gabriel y Galán (1870-1905) y la poesía castellana. No fue más allá. Su primer poema conocido es el Nocturno a Margarita, escrito a los catorce años y en el que cándidamente se cita a sí mismo. En mayo de 1915 gana en Sevilla el Premio Reina Victoria con un poema a la Virgen María «Postrado ante tu imagen bendecida», en versos endecasílabos.

### Inicios de su vida como escritor

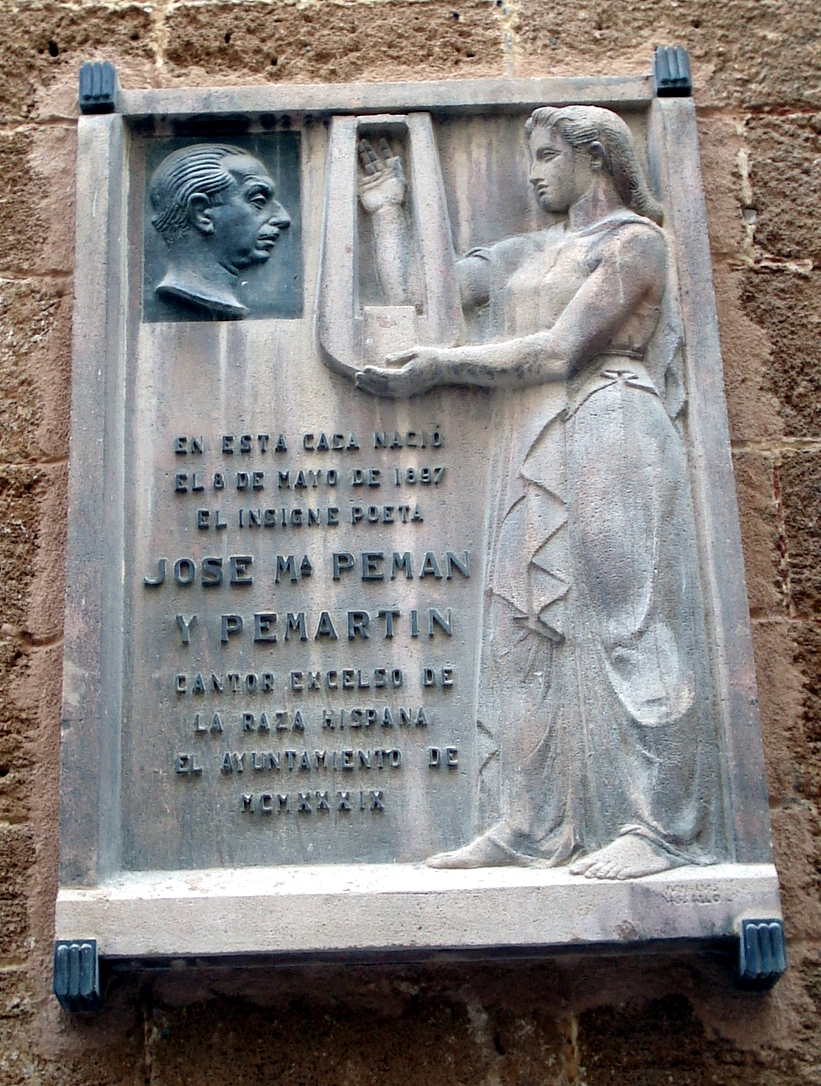
Placa que estuvo en la fachada de su casa natal en Cádiz, la cual fue retirada por orden del Ayuntamiento de Cádiz en 2021.

Su inicio literario fueron las justas poéticas belle époque (juegos florales). Obtuvo el primer premio en su ciudad natal, cantando en su centenario al beato fray Diego José de Cádiz. En los Juegos Florales de Sanlúcar de Barrameda (agosto de 1922) en los que fue mantenedor el patriarca del periodismo José Ortega Munilla, obtuvo la «flor natural» con una composición titulada El Viático, que se hizo muy famosa y con lo que comenzaría su carrera de escritor. Por estos méritos, a los veintitrés años fue elegido académico de número de la Real Academia Hispanoamericana, en la que leyó un discurso de ingreso sobre La poesía hispano-americana.
Heredó una «finca de recreo» con viñedo en Jerez de la Frontera (Cerro Nuevo) adonde se retiraba a escribir. Contrajo matrimonio el 8 de marzo de 1922 con Carmen Domecq Rivero Núñez de Villavicencio y González, de familia prócer jerezana. Se conocieron, ella a lomos de un caballo blanco y él a la grupa de un corcel «torcido y maltrecho». Era un mozo gallardo, guapo, bien plantado, que llevaba una vida intensa y que [tendría] muchos hijos.
Desde muy joven adquirió la costumbre de enviar ejemplares dedicados de sus libros recién (auto)publicados a personalidades que podían ayudarlo. De esta manera conoció a Ángel Herrera Oria, que le permitió escribir en El Debate. Por esta época Pemán aún no era conocido en el ámbito literario nacional. Su «ethos» le impedía aparecer en tertulias literarias más o menos irreverentes o colaborar en revistas de poesía relevantes.

En 1924 comenzó a colaborar asiduamente en la Revista del Ateneo de Jerez de la Frontera hasta llegar a ser elegido presidente pocos años más tarde. Escribió obras de tema costumbrista andaluz (De la vida sencilla, 1923; Nuevas poesías, 1925; A la rueda, rueda, 1929; El barrio de Santa Cruz, 1931 Archivado el 16 de octubre de 2013 en Wayback Machine., y otras muchas). Su estética pinturera a veces incidía en lo social. 

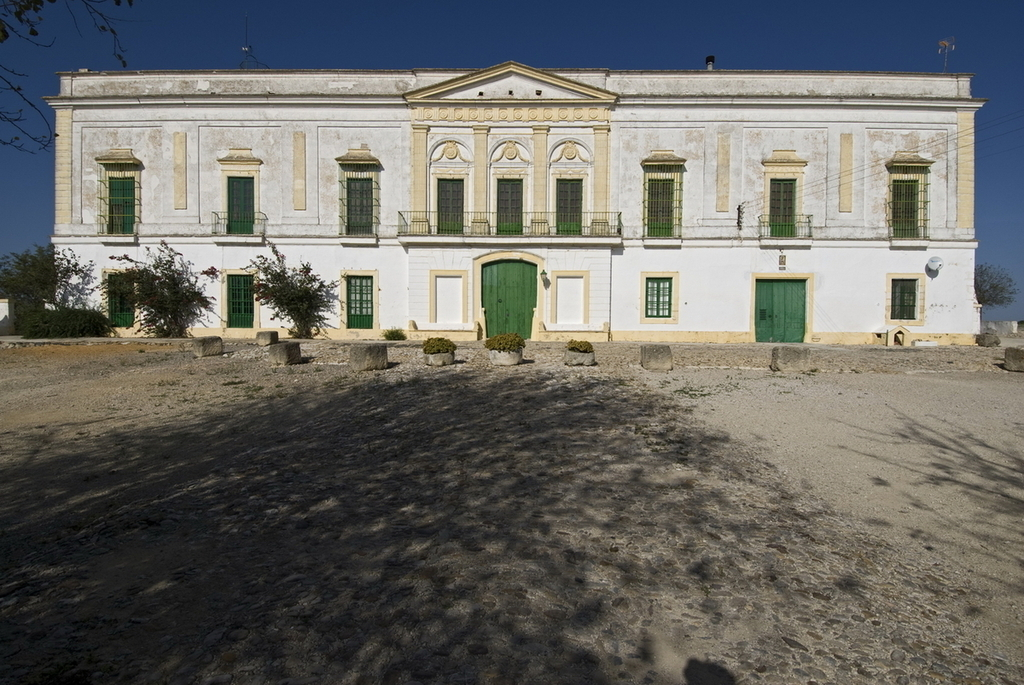
Fachada de la viña Cerro Nuevo, donde Pemán escribió varias obras.

Mezcla de señorito de ciudad y de campo, el joven doctor adoraba el tono pastel de la «buena sociedad antigua», simbolizada por el ideal de la «buena Iglesia antigua» y el «buen rey antiguo». De la monarquía admiraba la augusta quietud de la realeza y la substancialidad elitista de la nobleza española y, en particular, envidiaba su «poder social sobre el tiempo»: el poseer y dominar todo lo «antiguo», las cosas presentes que pertenecen al pasado: la Historia acumulada, atesorada, los cultos religiosos, los títulos de nobleza y nombres nobles, castillos, residencias históricas, cuadros y colecciones, vinos añejos, las bibliotecas y muebles antiguos.

### Durante la dictadura de Primo de Rivera (1923-1930)
En 1923 publicó De la Vida Sencilla; la crítica comparó al autor con Gabriel y Galán. En 1925 publicó sus Nuevas Poesías, con un tono muy parecido al primero, pero apenas recibió elogios de la crítica, aunque el libro se agotó al poco tiempo de publicarse. Aun sin tener una vocación política expresa, pero debido al éxito de sus participaciones de oratoria en público y las relaciones sociales que conllevan haber tenido un padre político (entre ellas a Miguel Primo de Rivera), Pemán comenzó su trayectoria formal en la política. Esta labor política le forzaba a pasar largas temporadas en Madrid, donde llegó incluso a participar en la redacción del borrador de Constitución de Primo de Rivera.
En 1927 fue ignorado por sus compañeros de generación en los actos de homenaje a Góngora que marcaron a la llamada generación del 27.
Desde joven entró a formar parte de la Asociación Católica Nacional de Propagandistas de Cádiz, de la que en 1928, llegó ser su presidente. Su militancia religiosa parecía superar en un principio a su interés político. Siempre decía que no se consideraba un político, aunque realmente se aprestase a un apoyo apasionado al pretendido regeneracionismo de la dictadura de Primo de Rivera (1923-1930).
José María Pemán y su primo José Pemartín estaban emparentados con el dictador y se constituyeron entre los principales propulsores de la doctrina oficial de la Dictadura. Inspirados en las lecturas fascistizantes de la época, elaboraron todo un canon patriótico, católico ortodoxo y antiliberal que fue propagado con profusión a través de las páginas de La Nación, el diario oficioso de la dictadura, Unión Patriótica, la revista quincenal del partido único creado por Primo de Rivera, y de sus propios libros apologéticos. Pemán creía que la Unión Patriótica (UP) era una fachada democrática necesaria para que la dictadura monárquica no se convirtiera en despotismo. Aquel avisado joven dejó sentado su paradigma del contubernio, que agobiaría en lo sucesivo a buena parte de la derecha española: aquel mundo se dividía en «alianzas nacionales y alianzas extranjeras (soviéticas)». 
Pemán tuvo ocasión de practicar en escenarios encomiásticos y ejercitarse cumplidamente en la oratoria ditirámbica. El 11 de octubre de 1927 fue elegido secretario de la Asamblea Nacional Consultiva y, un poco antes, fue confirmado como jefe local de Unión Patriótica en Cádiz, convirtiéndose en uno de los principales poderes fácticos de la región.
Desde su cargo político Pemán fue uno de los máximos responsables de que el viejo cacicazgo persistiese en la provincia de Cádiz. En este sentido, tras ser obligado a dimitir de presidente de UP de Cádiz el cacique gaditano Luciano Bueno Sáenz, Pemán ocupó su puesto y recomendó a Ramón de Carranza y Fernández de la Reguera para su designación como alcalde de Cádiz en 1927. Hacia el final de la Dictadura el asambleísta de UP era ya un personaje público consolidado que aparecía con mucha frecuencia en la prensa nacional.
Alfonso XIII lo nombró Gentilhombre de cámara con ejercicio a propuesta de la Real Academia Hispano Americana de Cádiz, presidida por Pelayo Quintero Atauri. Con el advenimiento de la Segunda República Española, el 14 de abril de 1931, dicho cargo fue suprimido. Había en aquel momento 520 Gentileshombres de Cámara con ejercicio en activo. Pemán nunca más se refirió a este cargo cortesano y palaciego. Por la misma época, en atención a sus méritos y cumpliendo a los requisitos exigidos, ingresó en la Orden de Montesa en la iglesia madrileña de la Concepción Real de Calatrava por Real Decreto de 1 de agosto de 1927, concediéndosele Merced de Hábito de Caballero. Más tarde, envió al rey un libro suyo dedicado que despertó la curiosidad del monarca.
En su declive parece que el dictador Primo de Rivera le había ofrecido sucesivamente los cargos políticos de director general de lo Contencioso, de Bellas Artes y el Ministerio de Instrucción Pública. Ofertas a las que intuitivamente se mostró elusivo.

### La II República (1931-1936)
A la caída de Primo de Rivera, Pemán se mostró inquieto por su futuro político. En aquel año 1930, de derrumbe inmediato, no se sabía hasta qué punto se pedirían responsabilidades a los colaboracionistas del antiguo régimen. Para entonces los restos del upetismo primorriverista se reagruparon en la Unión Monárquica Nacional, bajo la jefatura del conde de Guadalhorce, en la que se integraron Ramiro de Maeztu, los exministros José Calvo Sotelo y Antonio Goicoechea, José Antonio Primo de Rivera y José Mª Pemán, entre otros.
El prestigio de Pemán decayó en Cádiz. Durante la etapa anterior había sido designado presidente del Ateneo Gaditano desde 1927, pero en 1930 fue cesado como reacción antiprimorriverista. A principios de 1931 llegó a ser expulsado del salón por el público joven en una lectura poética de Rafael Alberti en el Ateneo de Cádiz. A los pocos días se proclamó la República. Desde el periódico gaditano La Información había defendido su paradigma ideológico antiliberal y antiigualitario, construido sobre el tetralema «Familia, Patria, Religión y Monarquía». Posteriormente empezó a cultivar el periodismo político a mayor escala, escribiendo primero en El Debate y luego en el ABC. Pemán se incorpora al partido derechista gaditano Acción Ciudadana (AC).
La Ley de Defensa de la República, vigente desde el 21 de octubre de 1931, vigilaba y castigaba «la difusión de noticias que puedan quebrantar el crédito o perturbar la paz o el orden público; toda acción o expresión que redunde en menosprecio de las Instituciones u organismos del Estado; y también la apología del régimen monárquico o de las personas en que se pretenda vincular su representación». En su artículo «Cuando quemaron la República», publicado en La Información el día 12 de mayo de 1933, Pemán infringió esta ley y fue multado con quinientas pesetas por el gobernador civil de Cádiz.
Pemán sentía que su inversión en política se arruinaba; la caída de la Monarquía le suponía el primer paso en la temida prospectiva de la «conjura extranjera» judeo-masónica-bolchevique diseñada para apoderarse de España. Pero por aquellos días se retiraron de los bancos más del 15 % de los depósitos y se produjo una evasión de capitales y un drástico descenso de las inversiones y de los créditos por el miedo a las «torvas masas» y al oscuro presentimiento de una revolución con reajustes en la propiedad privada. El cardenal Segura (Primado de España) aconsejaba fingir la venta de los bienes de la Iglesia, conseguir un acuerdo con los bancos extranjeros y poner el capital en títulos de la Deuda Pública de Francia, Suiza e Inglaterra. He aquí de nuevo el paradigma de la España y la anti-España: la España hermosa, nacional, católica, una, social, espiritual, de un lado, y la anti-España fea, internacional, irreligiosa, secesionista, antisocial, materialista, de otro. 
En agosto de 1932 se produjo el fallido golpe de Estado conocido como la Sanjurjada. A pesar de que la policía conocía su activismo de «afirmación derechista», la complicidad de Pemán no pudo probarse aunque, desde luego, él huyera a Gibraltar. 
En represalia las autoridades republicanas procedieron de forma preferente contra la aristocracia monárquica: 145 jefes y oficiales fueron detenidos y deportados a Villa Cisneros en la colonia española del Sahara Occidental, como se había hecho con 104 libertarios unos meses antes con motivo de la insurrección anarquista del Alto Llobregat. Sus más destacados órganos de prensa, el diario ABC y la revista Acción Española fueron suspendidos. Muchas sedes políticas y culturales fueron clausuradas. Las propiedades de la nobleza «grande de España» (acusada de financiar el golpe) fueron expropiadas de sus tierras sin indemnización por una ley aprobada por el Parlamento. Pemán salió una vez más indemne incluso a pesar de que difundiera unos provocativos «Salmos a los mártires del 10 de agosto». En el primer aniversario de la gesta publicó otro artículo provocador, «Quijotes y Galeotes», alabando a elementos de la clase alta convicta y humillada en Villa Cisneros.
Tras unos meses de sede vacante, en agosto de 1931 fue elegido presidente del Ateneo de Cádiz el alcalde republicano Enrique Álvarez López, pero por poco tiempo ya que en junio de 1932 hubo de abandonar voluntariamente la alcaldía, la dirección del Instituto de Segunda Enseñanza Columela y la presidencia del Ateneo al trasladarse por concurso-oposición al Instituto Cervantes de Madrid, de donde era natural. Pero el control del saber institucional y la cultura (Patrimonio Artístico, Reales Academias, Ateneos, Universidad) tenía mucho atractivo emocional y político para Pemán. En julio de 1932 opta democráticamente a la presidencia del Ateneo Gaditano. Su candidatura única fue aceptada en segunda votación y por 32 votos contra 31. Al poco tiempo invitó a su amigo Eugenio D'Ors a que impartiese un ciclo de conferencias en Cádiz. Mantuvo férreo control de esta y otras instituciones culturales hasta su muerte. El estreno por aquellos días de su comedia de santos en verso El divino impaciente en el teatro Beatriz de Madrid, en septiembre de 1933,  obtuvo un éxito político tan apoteósico como el de Electra de Pérez Galdós (1901), o el de A.M.D.G. de Ramón Pérez de Ayala (1931). Esta obra lanzó a Pemán al estrellato de la fama literaria.
Otro hito importante en la vida de Pemán fue su adscripción a la Sociedad Cultural y a la revista Acción Española, fundadas con el patrocinio de la aristocracia bajo la advocación de la Cruz de Santiago y convertidas en auténtico vivero de ideólogos contrarrevolucionarios. La revista se definiría como «partidaria del mando único, de la tradición, de la autoridad, de la organización corporativa y enemiga del parlamentarismo demo-liberal». Uno de los primeros actos celebrados en los locales de Acción Española, fue una conferencia de Pemán sobre «La traición de los intelectuales», incidiendo en uno de sus tópicos favoritos: los falsos intelectuales. Estos sectores aristocráticos a los que pertenecía Pemán veían la República como el resultado de la liberación vengativa de los resentimientos pequeñoburgueses de una clase media intelectual de vida oscura y pobre que, de pronto, se veía ocupando su lugar. Pemán emergía en la escena política como un pugnaz conferenciante antirrepublicano, hasta tal punto que el filósofo José Ortega y Gasset —objeto de algunos de sus alfilerazos— lo calificó como «ese pululante señor Pemán».
Pemán estaba con la «derecha delicada», del lado de los que proclamaban que la República no era bautizable. Con una frase Pemán había sentado cátedra de intransigencia teológica sobre la convivencia con la legitimidad republicana. Por lo que muchos de aquellos caballeros nunca estuvieron de acuerdo con la estrategia posibilista de Herrera Oria, aunque este hablara con la voz del Papa. 
Como otros intelectuales de Acción Española, Pemán estuvo influenciado por Menéndez Pelayo,[cita requerida] y Mauricio Carlavilla. Pero los reaccionarios españoles debieron beber en las fuentes ideológicas extranjeras. Entre los ideólogos europeos tuvieron gran predicamento Emmanuel Malynski, Édouard Drumont, Jacques Maritain, Pío XI, Pierre Gaxotte, Léon de Poncins, Nikolái Berdiáyev, Charles Maurras y Sir Charles Petrie.
En mayo de 1932 se inicia como director de la revista monárquica Ellas, «semanario de las mujeres españolas» para un público femenino de clase alta y acomodada. La revista presentaba un tono eminentemente doctrinario y político, con una línea editorial afín a la CEDA hasta noviembre de 1933 y un ideario anclado en la tradición y el catolicismo, donde el propio Pemán difundía en sus artículos el fascismo italiano y el antisemitismo del régimen nazi. La revista se publicó ininterrumpidamente hasta finales de 1934.
En febrero de 1933 Antonio Goicoechea fundaba Renovación Española, en el que se integraría Pemán, un partido con apoyos importantes entre la aristocracia y el caciquismo rural, que orientó sus esfuerzos hacia el derribo del régimen republicano y la construcción de un nuevo orden político católico, basado en la monarquía autoritaria y corporativa. Este partido se desgajó de Acción Popular (partido católico accidentalista liderado por Gil Robles y Ángel Herrera Oria) y subvencionó en sus primeros meses a la naciente Falange Española (pacto de El Escorial, agosto de 1933 y 1934).
En un multitudinario banquete-homenaje que le tributaron sus amigos de Acción Española en el Hotel Ritz en febrero de 1933 Eugenio Vegas Latapié entre otros muchos elogios expresó un sentir común: «la derecha esperaba mucho de Pemán».
El 8 de diciembre de 1934 Pemán firma su adhesión al Bloque Nacional de los partidos más a la derecha, una alianza basada en su comunidad de intereses y dirigida hacia la intervención militar. A finales de 1935 aparecieron sus famosas Cartas a un escéptico en materia de formas de gobierno, en las que reprobaba tanto a la monarquía liberal y parlamentaria como al accidentalismo propugnado por la CEDA. La opinión que merecía a Pemán la democracia parlamentaria liberal era muy ligera.
Se presentó como candidato a diputado por Badajoz (1931) y por Cádiz (1933), obteniendo escaño en la segunda oportunidad, como monárquico independiente en la minoría de Renovación Española. Pemán se inició, pues, al parlamentarismo democrático durante el segundo bienio de la Segunda República Española, de mayoría derechista. Ramiro de Maeztu lo había glorificado de manera rotunda como «el máximo orador de las Españas». No en balde Pemán se había formado —según Dionisio Ridruejo— en la disciplinada escuela del P. Ayala S.J. El único discurso parlamentario de Pemán consistió en una defensa de ley de amnistía (abril de 1934) promocionada por la derecha, cuya aprobación perdonó, entre otros, al financiero José Lázaro Galdiano o al golpista José Sanjurjo y propició el ansiado regreso del exilio de José Calvo Sotelo y su incorporación a las Cortes. Para la que hubo de enfrentarse dialécticamente, con poco brillo, a Indalecio Prieto, tachándolo de masón. No estuvo adscrito a ninguna comisión permanente de las Cortes. Pasado el tiempo Pemán constataría un cierto recelo por parte de Serrano Suñer y de Unamuno por envidia a su éxito oratorio en otras instancias.
Las Cortes Constituyentes españolas reconocieron el 9 de diciembre de 1931 el derecho al voto de la mujer. La primera vez que pudo ejercerse fue en las elecciones generales de noviembre de 1933. Pemán fundó y dirigió la revista especializada Ellas (semanario de las mujeres españolas) que apareció el 29 de mayo de 1932. Criticada como «católica, fascista y antisemita», la revista fue lanzada para captar para la derecha el voto del nuevo estamento electoral (femenino), considerado poco maduro. La mayor parte de sus redactores procedían de Acción Española (Honorio Maura Gamazo, el conde de Vallellano, Víctor Pradera, el marqués de Lozoya, Pedro Sainz Rodríguez, Joaquín Arrarás y Luis Araújo-Costa, entre otros). 
Incorporó al equipo de redacción un importante elenco de ilustres damas colaboradoras procedentes de todo el espectro de la derecha: desde Cristina de Arteaga, hija del duque del Infantado, hasta María Rosa Urraca Pastor, musa del tradicionalismo; pasando por Pilar Careaga, primera mujer ingeniero, o la publicista Blanca de los Ríos. Pemán decía a voces a sus lectoras lo que musitaba a sus lectores. En el editorial del 12 de marzo de 1933 concluía pidiendo a la mujer ayuda para la implantación en España del fascismo (italiano) porque en él encontrará su asiento el feminismo: «No elegiréis los gobiernos con vuestros votos, pero predestinaréis con vuestra simpatía a los jefes nacionales». La revista tuvo poco impacto con escasa publicidad. Regalaba a sus nuevos subscriptores un ejemplar del Divino Impaciente. Duró hasta mayo de 1936. Adquirió mucho renombre la página de cocina a cargo de Teodoro Bardají.[cita requerida]

### La Guerra Civil (1936-1939)
Pemán había contenido su cólera hasta el asesinato de Calvo Sotelo: «España tiene desde ayer un mártir [...]. De esto no hay nada que decir. ¡Hay mucho que hacer! ¡Y por Dios y por Santiago que se hará!» Sobrevino poco después el golpe militar de julio de 1936. Pemán, que se sabía resguardado en el campo, se puso desde un primer momento a las órdenes del comandante insurrecto marqués de Casa Arizón, que sería conocido más tarde como «el salvador de Jerez».
Desde el inicio de la guerra civil española Pemán se comprometió apasionadamente con los golpistas, como tantos otros autores reconocidos. Como propagandista, se cree que Pemán inspiró dos expresiones del bando sublevado: «Cruzada» y «Movimiento Nacional». Pemán sería considerado como el  «Poeta alférez, que siente, canta y vive la nueva Epopeya Nacional».
Existen pocas evidencias historiográficas sobre los pasos de Pemán en aquellos días de represión «en caliente». Se sabe que el mismo 24 de julio de 1936, emulando al general-locutor Gonzalo Queipo de Llano, desde las ondas de Radio Jerez arengó: 

«La idea de turno o juego político, ha sido sustituida para siempre, por la idea de exterminio y expulsión, única salida válida frente a un enemigo que está haciendo de España un destrozo como jamás en la historia nos lo causó ninguna nación extranjera ».

En un intento de calmarlos, impartía doctrina fascista a los obreros de Jerez de la Frontera en sus alocuciones radiadas:

«Obreros que me escucháis en cualquier parte: vamos a hablar un momento con el corazón en la mano [...]. Yo creo que estáis sentados frente a frente de mí a esta mesa. ¿Qué tomamos? [...]. Para salvaros de todo esto ha venido el Movimiento Nacional que, por serlo, es movimiento popular, ni de izquierdas ni de derechas, porque quiere que ambos se unan al Movimiento y le sostengan. Hay que unir estos dos frentes, lo nacional y lo social para obtener el equilibrio».

Defensor católico del orden y del caudillaje, Pemán se comportaría como un falangista «mitad poeta, mitad monje». Convertido en misionero de la nueva situación, estaba convencido de que la guerra que comenzaba no era más que «el choque de dos entusiasmos». Se haría acreedor a la victoria el que mejor canalizara el entusiasmo de su bando. Provisto de un considerable capital simbólico (prestigio, reputación), Pemán se convirtió enseguida en el bardo de lo que se vino en llamar el Alzamiento Nacional, en su respetado legitimador y en el fomentador de entusiasmos a través de su encendido verbo («príncipe de la elocuencia castellana» que causaba admiración por el «galope desbocado de su bético potro verbal»), su poesía de guerra o su prosa soberbia.
Pemán frecuentó actos de exaltación religiosa y patriótica con arengas y discursos, recorriendo las zonas conquistadas por los sublevados; debido a la precariedad logística de éstos se desplazó en ocasiones por su cuenta en el Rolls de su pariente el sportman jerezano José Domecq de la Riva, apodado «Pepe Pantera», un enamorado de la velocidad que lo acompañaba gustoso como chófer.
Desde el comienzo de la guerra acompañó como orador habitual al general Queipo de Llano en sus rondas por la Andalucía «liberada». Tras el acto religioso, el general y sus acompañantes solían enardecer a las gentes de la población con sendas alocuciones patrióticas cívico-militares.
Como ejemplo sorprendente de su plasticidad literaria, citamos el Romancero carlista (serie de poemas que Pemán publicó en un álbum titulado Por Dios, por la patria y el rey, con ilustraciones de Carlos Sáenz de Tejada), a pesar de su proclamada militancia monárquica alfonsina.
Bajo la dirección de Eugenio D'Ors formaban una plana mayor de poetas de guerra, radicada en el Hotel Londres de Burgos; escribían colectivamente con seudónimo para las trincheras (v. gr. el sargento de morteros José R. Camacho) y estaban dispuestos para acudir allí donde fueran requeridos por la Propaganda: Luis Rosales, Agustín de Foxá, José María Pemán, Manuel Machado, Dionisio Ridruejo, Luis Felipe Vivanco y algunos otros.
Acusado de cultivar una poesía «impura» por su carga folclórica, política o religiosa, él la calificaba de pura y «objetiva». No era moderna, como la que hacían sus coetáneos de la Generación del 27. Tampoco «social». Abusaba del romance y empleaba una métrica clásica y tradicional «porque el pueblo es también eternamente clásico». Tenía un propósito: neutralizar a los falsos intelectuales, desmontar el empeño laico de la República y construir la España del futuro, mirando hacia atrás.
Pemán fue un entusiasta reportero de guerra destacando junto a El Tebib Arrumi (Víctor Ruiz Albéniz) y al que después fuera famoso locutor de radio, el chileno Bobby Deglané. Pocos meses después de comenzada la guerra, el 23 de octubre de 1936, había sido elegido por Franco para la «simpática misión» de anunciar a las Españas la inminente conquista de Madrid. Tras la entrega se dirigió una vez más por Unión Radio a los madrileños tras los coroneles Losas Camaña (que se había convertido en alcalde) y Joaquín Ríos Capapé. Su encendida narración de la entrada en Madrid de las fuerzas franquistas la recogió en tres artículos que se publicaron en una cadena de diarios de España y América y fueron luego reunidos en un folleto titulado Historia de tres días.
Dependiente de Nicolás Franco, fue nombrado presidente de la Comisión de Cultura y Enseñanza de la Junta Técnica del Estado, constituida el 1 de octubre de 1936 con sede en Burgos, ayudado por el pediatra Enrique Suñer Ordóñez como vicepresidente, por el auditor de guerra Eugenio Vegas Latapie como secretario y como consiliario, por el influyente catequista P. Juan Tusquets.
En Burgos, Pemán desempeñó un papel destacado en la definición y eliminación de lo que consideraron la «Anti-España». Se empezó por la depuración del personal funcionarial docente.
Pemán pretendió una depuración punitiva y preventiva y, con su grupo de colaboradores, estableció los cimientos del sistema educativo nacional-católico. A la imposición ideológica de los textos se añadió la expansión de un importante negocio editorial de capital católico en su mayoría (Edelvives, Bruño, SM, Edebé, Lumen, Santillana y otros). Aunque Pemán tendió a autoexculparse diecisiete años más tarde, la actuación de este equipo (monárquicos del grupo de Acción Española) fue sumamente eficaz: entre 15.000 y 16.000 sancionados, de los que 6.000 maestros fueron separados definitivamente de la enseñanza, 3.000 fueron suspendidos de empleo y sueldo y alrededor de 6.000 perdieron su plaza al ser trasladados forzosamente de su localidad. Se puede estimar que, aproximadamente, un tercio de los catedráticos de Universidad fueron represaliados.
Pemán se hizo cargo, durante cuatro meses, de la Oficina de Prensa y Propaganda. Los libros en general fueron clasificados como buenos o malos y éstos expurgados. La enseñanza de la Historia como vía de transmisión de valores fue uno de los pilares de la escuela del franquismo, y motivo de exilio de muchos maestros. Aunque tuvo el pudor de no optar a ninguna cátedra universitaria, en 1942 Pemán fue presidente del tribunal de oposiciones a catedráticos de Instituto de Historia de España.
José María Pemán publicó una Historia de España para párvulos dedicada «al generalísimo Franco, entregándole esta historia sencilla y aniñada».
La historia canónica de la propaganda franquista sobre la Guerra Civil es la monumental Historia de la Cruzada Española, obra en la que participaron Joaquín Arrarás, José María Pemán y la dirección artística del dibujante y pintor Carlos Sáenz de Tejada.
Las otras fuerzas políticas que apoyaban el «Alzamiento», como los monárquicos de Renovación Española o los católicos de la CEDA, fueron «toleradas» pero no reconocidas. Sus líderes más visibles de los años republicanos —como el de la CEDA, José María Gil Robles, o el de Renovación Española, Antonio Goicoechea— fueron marginados. Disuelto por Franco el partido Renovación Española, sus componentes se reagruparon en el influyente grupo Acción Española, cuyo líder era Pemán como último presidente que fue de la revista, quien al parecer dio su conformidad a Franco con los términos del Decreto de Unificación que estaba preparando y se integró con su grupo en FET de las JONS. Así, valiosos contingentes monárquicos alfonsinos y otros de la CEDA, que no habían tenido milicias y que habían quedado dispersos por la guerra, ingresaron colectivamente en el nuevo conglomerado por invitación expresa de Franco. Según Pemán, tal mezcla no era otra cosa que 

«Un reflejo de lo que moral y espiritualmente venía realizándose desde hacía cinco años en las páginas de su revista [Acción Española] y en los actos culturales de su Sociedad, donde en la formación de unos unánimes pensamientos contrarrevolucionarios colaboraban siempre juntos los hombres de todas las tendencias que ahora se juntan y se estrechan».

 A imitación de Mussolini, en octubre de 1937 Franco creó el Consejo Nacional de FET y de las JONS. La lista de los cincuenta consejeros juramentados comienza por Pilar Primo de Rivera, Tomás Domínguez Arévalo (conde de Rodezno), el general Gonzalo Queipo de Llano y José María Pemán.
Tras el solemne juramento personal prestado a Franco ante un crucifijo de marfil incautado a profanadores del Ejército republicano, Pemán quedó convertido oficialmente en un jerarca del Movimiento Nacional, en la cúpula del nuevo régimen totalitario nacional-sindicalista.
Considerado por muchos como «el ingenio del Régimen», Pemán, sin descuidar su producción literaria, aparentaba desenvolverse como un esteta despistado o aturdido, perplejo ante los entusiasmos que despertaba y arrastrado —malgré lui— por la vorágine política que asumió. En toda la zona sublevada proliferaron asociaciones pemanistas compuestas, sobre todo, por damas de la buena sociedad que acudían a sus estrenos.
Pemán solía presumir de la situación privilegiada de algunas de sus crónicas de guerra.
Nunca luchó en los frentes. Pemán superaba a los demás en los ceremoniales, las liturgias y otros rituales de guerra donde la puesta en escena estaba a medio camino entre lo religioso y lo militar. Todo con un objetivo estético-político muy claro: electrizar al auditorio. Nombrado alférez provisional honorífico, lo que más gustó a Pemán durante esta época fue el turismo de guerra: recorrer los frentes y pronunciar discursos, visitar a los generales en sus puestos de mando, pasearse con uniforme militar o de Falange por las ciudades de la retaguardia, dar conferencias o alternar en los hospitales con heridos y enfermeras.
En mayo de 1938 viajó a Roma junto a Millán Astray. A su vuelta, en el barco escribió un artículo titulado «Esto os traigo de la Fuente misma...».
En palabras de Carmen, su mujer, durante la guerra, en un año, y en repetidas permanencias, solo estuvo dos meses en casa. Según él mismo declarará más tarde en su «Confesión General»: «...y yo creí entender cuál tenía que ser mi parte de esclavitud y de responsabilidad. Había pasado la hora de las crónicas ligeras y de los romances cortos. Yo creí entender que había llegado la hora de intentar un poema épico…»
En 1938 Jerarquía —la autodenominada «revista negra de Falange»—, dirigida por el sacerdote Fermín Yzurdiaga, publicó en Zaragoza su monumental Poema de la Bestia y el Ángel. La redacción de este largo poema, lleno de alegorías, le llevó un año entero. En la introducción el autor se compara a sí mismo con Cellini y Goethe. El Poema de la Bestia y el Ángel llegó a ser considerado como el paradigma épico de la Nueva España y de la Cruzada. Pemán se eleva a la literatura apocalíptica. En el primer canto hay una »Visión del octavo candelero» en el que la Iglesia española (el octavo candelero) estaba en peligro de extinción. Intentaba plasmar la idea de que el Padre Eterno miraba con especial complacencia las cosas de España. Pemán desarrolla su providencialismo histórico: la Bestia, simbolizada por un blindado (ruso), pelea con el Ángel, un joven soldado, analfabeto, aragonés y cristiano de dieciséis años. La Bestia muere.
Por aquellos días un literato, entonces joven, escribió de Pemán lo que sigue: «No creo que poeta contemporáneo alguno haya visto más diáfanamente el ser y el sentir de la poesía».
Un historiador católico, que se sabía de memoria el poema, no acertaba a explicarse a posteriori el por qué «los rojos» jamás citan a Pemán ni mucho menos su poema. Esta obra trajo las peores consecuencias para la memoria de Pemán, particularmente por su antisemitismo. Pemán colabora también con los departamentos de propaganda de Falange en cuantas ocasiones fue requerida su pluma. Para justificar la presencia de tropas moras junto con las de Francisco Franco Pemán se remontó al medievo y escribió el artículo «Los moros amigos» en el que reconsideró la invasión islámica de la península ibérica como algo positivo, porque permitió que España tuviera el papel de «guardianes de la cultura clásica». Al muy popular por entonces Rodrigo Díaz de Vivar Pemán lo ascendió simbólicamente a «capitán de Regulares Indígenas».
Aunque no destacó como orador parlamentario, Pemán pronunció centenares de discursos políticos, académicos, panegíricos y de circunstancias. Como ejemplo de los excesos de entusiasmo suscitados por su oratoria se cita el incidente del 12 de octubre de 1936 cuando se conmemoraba en el paraninfo de la Universidad de Salamanca el Día de la Raza. Pemán asistía invitado por el Rector Miguel de Unamuno, cuyo Claustro precisamente un mes antes había suscrito urbi et orbi un ardoroso Mensaje a las Academias y Universidades del mundo acerca de la Guerra Civil española donde se justificaba el alzamiento y se condenaba a la República, solicitando solidaridad y apoyo internacionales. Inopinadamente Unamuno se levantó y pronunció sus célebres airadas palabras donde al «Venceréis, pero no convenceréis, venceréis porque tenéis la fuerza pero no convenceréis porque os falta la razón» del rector de la Universidad replicó el general Millán Astray, por entonces a punto de hacerse cargo de la propaganda de Franco, con un «¡Mueran los intelectuales!». Según la versión posterior de Pemán, Millán realmente dijo «¡Mueran los falsos intelectuales traidores, señores!». Destituido y recluido en su casa, Unamuno murió al finalizar el año.
Hugh Thomas cita que al final de otro discurso en Sevilla Pemán llamó a Gonzalo Queipo de Llano «la segunda Giralda».
En su afán propagandístico comprometió el carisma del músico gaditano Manuel de Falla, quien se avino a adaptar el «Canto de los Almogávares», de Los Pirineos de Felipe Pedrell, a su «Poema de la Guerra» como un himno marcial (para voz, piano y tambor) dedicado al ejército de Franco.

### Periodo de posguerra (1939-1945)
Terminada la guerra, llegó el momento de los homenajes. Compuso un soneto a José Antonio en una corona junto a otros poetas significados en un volumen primoroso Él mismo recibió un homenaje literario por su liderazgo poético de guerra en el libro Antología Poética del Alzamiento (1936-39), que le fue dedicado.
El 17 de julio de 1939 la ciudad de Cádiz y la Sociedad Gaditana de Fomento, con su ayuntamiento al frente, le tributaron un homenaje como uno de sus hijos más preclaros. Inmortalizados quedaron en el bronce del escultor Vassallo la cabeza , las manos y el lugar del nacimiento del vate. Por la tarde en el Gran Teatro Falla fue el homenaje nacional; cuarenta jóvenes hermosas procedentes de todas las provincias de España le hicieron entrega cada una de un artístico pergamino dedicado.
En 1943 Pemán decidió donar una nueva imagen de la Virgen a la Hermandad del Nazareno de Santa María de Cádiz que había quedado destruida en 1936. Pemán, muy vinculado a la Cofradía (de la que fue su Prioste desde 1931 a 1981), encargó al también gaditano escultor Juan Luis Vassallo la hechura de la nueva Dolorosa, que se conserva hasta nuestros días. Su afición al carnaval gaditano (Las viejas ricas, La viudita naviera), la forja de tópicos como el de Lola la Piconera (Cuando las Cortes de Cádiz) o Señorita del mar (1934), su mito como Gloria de las letras, y su apego a las tradiciones de Cádiz le convirtieron en un héroe local.
Recién iniciado el golpe de Estado Pemán fue nombrado para un cargo administrativo relacionado con la cultura académica, presidente de la Junta de Conservación del Tesoro Artístico. Tras la extrañación administrativa del anciano arqueólogo Pelayo Quintero a Tetuán puede decirse que el aparato cultural del Cádiz nacional ya dependió por entero de los hermanos Pemán y de Augusto Conte Lacave. concuñado de José María.

### Años posteriores (1945-1960)
Movido tanto por el espíritu activista ACdeP como por su ambición literaria, el ahora famoso dramaturgo Pemán recabó apoyos aquí y allá (incluso de Manuel Azaña) y el 6 de marzo de 1936 se postuló, en candidatura única, para cubrir la vacante de miembro de número tras la muerte de Emilio Cotarelo. La Academia le aceptó el 26 de marzo de 1936. La guerra paró su ingreso. Pero siendo Pemán presidente de la Comisión de Educación y Cultura, Franco se propuso controlar desde Salamanca el apagón cultural de cara al exterior, agrupando a los académicos residentes en la zona franquista. Surgió de la fantasía de Eugenio d'Ors la idea de crear un «senado de la cultura nacional», organismo en el que, reunidas todas las Academias, se pudieran realizar sesiones más o menos espectaculares con un ritual fastuoso y simbólico. Con tal fin por decreto de Franco de 1 de enero de 1938 se funda el Instituto de España. En su virtud los académicos dispersos favorables debían reingresar prestando un extraño juramento preceptivo. El director de la Academia de la Lengua, Menéndez Pidal, había huido del Madrid republicano por miedo a represalias. Franco no logró invitarlo, como sí hizo con Pío Baroja, y en el artículo 9 del decreto designó a Pemán como su director accidental aún sin ser todavía miembro numerario. A posteriori, en diciembre de 1939 leyó Pemán su discurso de admisión y tomó posesión del sillón «i». Pocos días después, en la sesión de 6 de enero de 1940 pudo tomar posesión cabal de su cargo de director. En esta su primera etapa se editó la decimosexta edición del Diccionario de la lengua española con alguna advertencia pertinente en la portada. Por disposición de Franco las Academias volvieron a denominarse Reales.
El monarquismo alfonsino al que pertenecía Pemán, iba tomando distancias del excesivo protagonismo falangista. El 13 de julio de 1940, en la última de una serie de conferencias sobre José Calvo Sotelo, en un acto solemne celebrado con asistencia de Ramón Serrano Suñer en la Real Academia de Jurisprudencia y Legislación, Pemán pronunció un intencionado discurso jaleado por los asistentes monárquicos. Explicó a su manera que el auténtico artífice del Nuevo Estado español había sido José Calvo Sotelo y que José Antonio Primo de Rivera habría aportado simplemente los gestos, los símbolos y la retórica. Suscitó una reacción airada entre los dirigentes del Régimen y la indignación de Miguel Primo de Rivera, hermano de José Antonio, que dirigió una carta muy injuriosa al director de la Real Academia Española acusándolo de «desafección al régimen». Inopinadamente, Pemán le contestó retándole a duelo. Los padrinos serían Camilo Alonso Vega y Ricardo Rada por Pemán y Manuel Mora-Figueroa y Manuel Halcón por Miguel Primo.  Ante el escándalo que suponía para el Régimen, todo se arregló y  quedó en nada. Pero su nombre fue apeado del III Consejo Nacional de FET y de las J.O.N.S. El ministro de Educación Nacional José Ibáñez Martín, por Orden publicada en el Boletín Oficial de 24 de julio de 1940, le cesaba del cargo de director de la Real Academia, nombrando en su lugar a Francisco Rodríguez Marín. Y se le prohibió escribir en ABC durante dos años. 

En 1941 recorre Argentina, Chile, Perú etc. pronunciando conferencias sobre espiritualidad histórica hispanoamericana (una sola fe en una sola lengua). Sus viajes americanos siempre tuvieron como razón de ser una conferencia o una embajada política, lo que condicionó el tono de sus intervenciones públicas, que se pueden resumir en títulos como «Mensaje a la América española≫ (3 de junio de 1941) o en afirmaciones como que él sólo respondía a «mi Fe, mi Patria y mi Arte». A la muerte de Rodríguez Marín, Pemán es nombrado de nuevo director de la Real Academia aunque en diciembre de 1947 debe renunciar a la reelección para que le fuera devuelto en justicia el cargo a Ramón Menéndez Pidal (desplazado por Pemán en 1939 como director legítimo que había sido durante la República) y que había regresado de su breve exilio. 

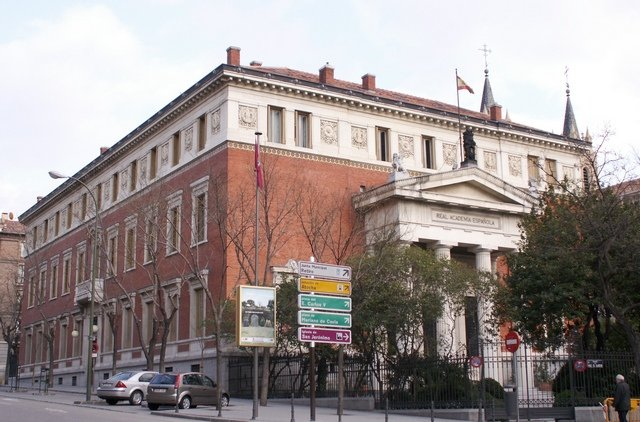
Sede de la Real Academia Española en la calle Felipe IV, 4, en el barrio madrileño de Los Jerónimos.

 Como director de la Real Academia, durante algunos años de la posguerra Pemán fue procurador en Cortes (BOE, núm. 54, 23 de febrero de 1945, pág. 1526) y estuvo obligado a escribir, presidir y hablar en numerosos actos oficiales de propaganda del Régimen, esta vez con una oratoria escarmentada de «encaje de bolillos» o de «orfebrería fina». Fue presidente de la Asamblea Cervantina de la Lengua Española (1947-1948). Volvió el matrimonio Pemán al subvencionado turismo de Hispanidad en 1948, donde José Mª fue elegido miembro de la Academia Argentina de Letras. Su periplo en Buenos Aires se inició con un ciclo de conferencias pronunciadas en el Teatro Cómico. Los periodistas argentinos admiraron la retórica y el modus operandi pemaniano. 
Los títulos de las conferencias: «Panorama de España y del mundo», «Hacia una nueva cristiandad», «Pensamiento y poesía de San Juan de la Cruz», «La cuarta salida de Don Quijote» y «La mujer y la familia en el mundo español». Aprovechó para estrenar allí tres de sus obras de teatro con la actriz Lola Membrives y Antonio Martelo tituladas La Casa, El río se entró en Sevilla y Toda la verdad. En un tercer viaje por Centroamérica fue agasajado por Trujillo y Perú le concedió la Gran Cruz de la Orden del Sol.
Elegido miembro de la Real Academia de Jurisprudencia en la década de los 60, no presentó su discurso de ingreso en la corporación dentro del plazo reglamentario y sus correspondientes prórrogas, por lo que la Academia declaró vacante su plaza. Tomó posesión como miembro el 16 de enero de 1967, cuando leyó el texto titulado La idea de Justicia en las letras clásicas españolas.
Terminada la II Guerra Mundial y transmutado en «liberal educado», en sus propias palabras, en esta etapa de su vida Pemán, que comenzaba a iniciarse como el Patriarca de las Letras, no pudo reprimir por mucho tiempo su innata querencia política. Se comprometió obsesivamente, en sus actos y en sus escritos, en la sucesión de Franco por una monarquía restauracionista sustentada en el pretendiente «natural» al trono de España, exilado en Estoril (Portugal), don Juan de Borbón y Battenberg conde de Barcelona (a quien siempre se refería como «el Señor»). Como procurador en Cortes que era, en junio de 1943 Pemán no se había adherido al grupo de 27 procuradores que presentó al jefe del Estado una petición formal conocida como el Manifiesto de los Veintisiete en favor de una rápida restauración monárquica. Hizo la finta de dimitir de la presidencia de la Academia con lo que perdía momentáneamente su calidad de procurador.
Si bien algunos monárquicos se exiliaron (Sainz Rodríguez, Vegas Latapie, Quintanar y otros), Pemán, Juan Ignacio Luca de Tena, José Ignacio Escobar y Kirkpatrick (marqués de Valdeiglesias) y otros formaron una corriente monárquica contemporizadora. Consistía en estar a bien con el Movimiento y con Estoril hasta que el general Franco declinase. En cierta medida sacrificaban el aspecto suntuario o de camarillas de la monarquía cortesana, que tanto había sugestionado a Pemán en su época de gentilhombre de cámara. Proponían ahora otra cosa: una monarquía sobria cuyos titulares mostrasen una «popular españolidad» en punto a protocolo, énfasis, pompa o séquitos. Les gustaba aquel régimen católico, sin partidos y sin revolucionarios, pero todo aquello tenía que estar regido por el rey don Juan III, a lo que Franco se oponía sistemáticamente.
Presidió el Consejo Privado del Conde de Barcelona entre 1960 y 1964. Se consultaban, emitían comunicados y manifiestos y todos los años se reunían a almorzar en Villa Giralda. Pemán fue desactivado de sus funciones, según justificó su compañero el miembro del Opus Dei Rafael Calvo Serer de forma poco clara. Seguiría dedicando sus esfuerzos a la causa monárquica procurando, mediante un prudente colaboracionismo con el franquismo, el acercamiento a modelos políticos occidentales. 
La causa juanista fracasó en julio de 1969 al ser instaurado por Franco el príncipe Juan Carlos como futuro rey. ABC titulaba con parquedad «Aceptación del príncipe. Juan Carlos prestó los juramentos que exigen nuestras Leyes». Pero los titulares de la otra prensa se mostraban exultantes. El Consejo privado y el Secretariado político fueron disueltos. A los dos días de fallecer Franco, las Cortes procedieron a la solemne entronización de Juan Carlos I, ante una corona, un cetro y el mismo crucifijo de marfil. Pemán, a sus 78 años estaba presente en el acto.
Dos meses antes de su muerte, el rey Juan Carlos I le concedió el collar de la Orden del Toisón de Oro, en cierto modo equivalente a un título nobiliario, si bien no transmisible. El acto de imposición se celebró en el palacio de la Zarzuela, con asistencia de la familia real y familiares del escritor. Un muy quebrantado Pemán, fotografiado sostenido por Juan Carlos y su augusto padre, declaró recibir el premio sin mucha emoción («A mi edad, es difícil emocionarse»), aunque con agradecimiento al Rey y al conde de Barcelona. El rey preguntó a su familia: «¿Ha quedado contento con el Toisón o hubiera preferido algún título?». Fiel defensor del Derecho Natural, siguió justificando lo que él llamaba «justicia pura»: «España es un país enamorado de la justicia pura, y por eso es poco respetuoso con la justicia positiva y leguleya».

### Últimos años (1960-1981)

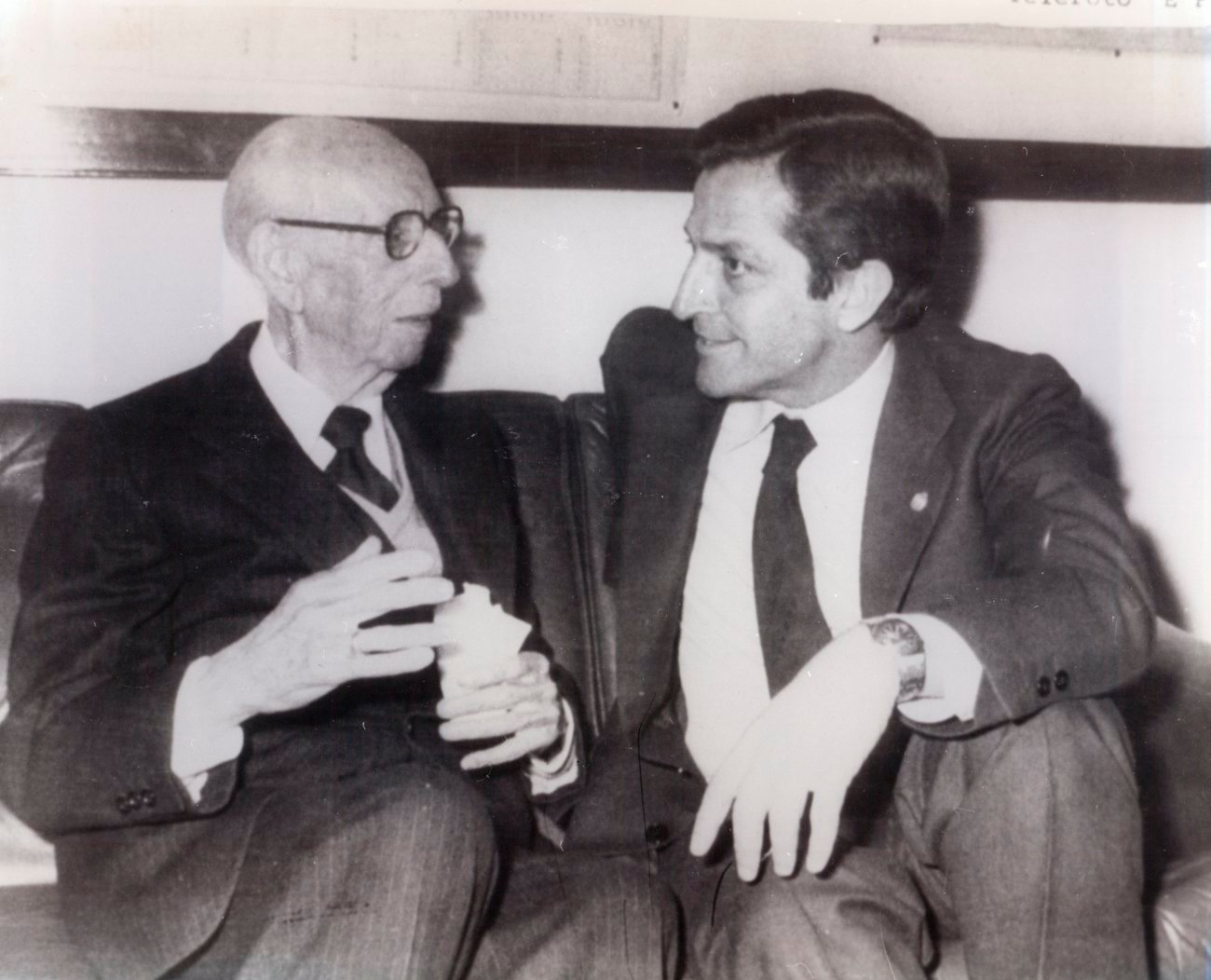
Fotografiado junto a Adolfo Suárez en Cádiz (17 de febrero de 1979)

La figura del anciano venerable quedó plasmada en el imaginario colectivo popular tal como lo estilizó en 1982 el retratista gaditano Hernán Cortés Moreno para la Casa Pemán. Existe otro retrato de Pemán en hábito de Montesa, realizado por el pintor vallisoletano Francisco Prieto Santos, depositado en la Real Academia Provincial de Bellas Artes de Cádiz.
Pemán se especializó en periodismo de gabinete: el «artículo de fondo». Convertido en cronista político del tardofranquismo, instalado definitivamente en la importante tercera página sepia de ABC, devino en amable creador de opinión a través de una importante masa de artículos periodísticos didácticos, simpáticos, bien construidos, salpicados de anécdotas pretendidamente crípticas, en los que hablaba poco de su pasado y donde raramente se arrepintió de algún error. En ocasiones los artículos de Pemán parecían surrealistas, tanto por la elección del tema como por su desarrollo sintáctico al vaciar de su genuino contenido los vocablos para esterilizar la potencia subversiva de lo que quería decir.
En sus relaciones con el extranjero aplicó sabiamente la máxima «Conviene ser políglota para saber callar en siete idiomas». Cada año que pasaba Pemán esperaba desdeñoso la llamada de Estocolmo, que nunca llegó.

En muchas ciudades y pueblos de España hay calles con su nombre. Tiene una calle con el nombre matizado por una placa anexa explicativa de «Escritor José Mª. Pemán» en la ciudad de Sevilla, nominada por el Ayuntamiento democrático en 1995 «por ayudar a restaurar la Monarquía en España». 

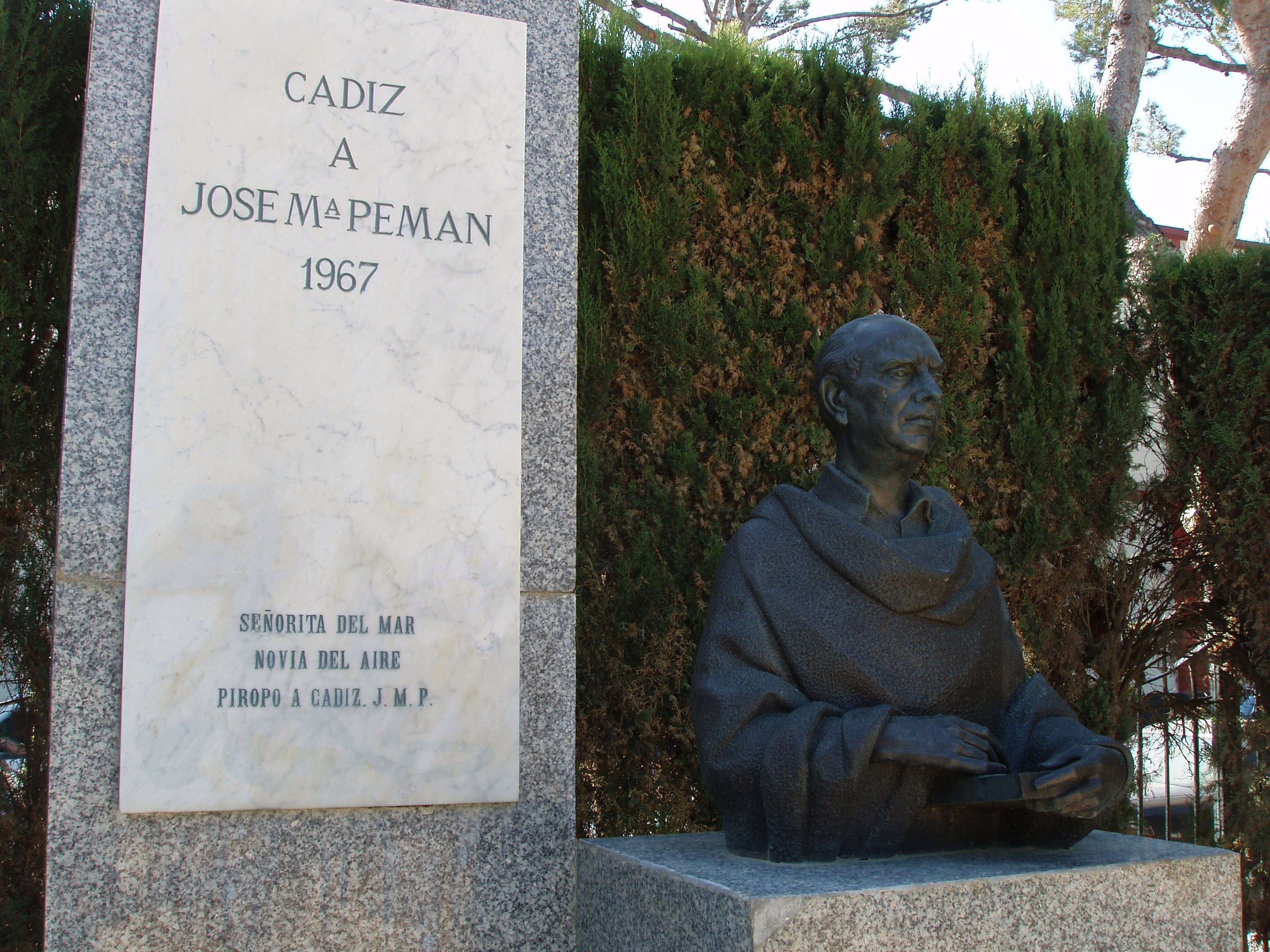
Monumento a José María Pemán. Cádiz

La Universidad de Sevilla lo nombró en 1974 doctor honoris causa de la Facultad de Filosofía en Cádiz. Pemán amaba el simbolismo y el ceremonial de la tradición. El Rector procedió a la toma de juramento haciéndole entrega de un bonete laureado, un libro de la ciencia, un anillo (usado antiguamente para sellar documentos), una medalla (símbolo del corazón) y unos guantes blancos (símbolo de la pureza) y terminando con el simbólico abrazo.
Desde 1952 presidió el Consejo de la Real y Benemérita Institución de los Caballeros Hospitalarios de San Juan Bautista de Cádiz.
Sus últimos años los pasó muy quebrantado por una enfermedad neurodegenerativa que limitó grandemente su actividad. Pemán nunca dejó manda ni escrito alguno (a pesar de lo mucho que escribió sobre su religión privada) que lo adscribiera al Opus Dei en sus últimos años, como parecen postular con afán algunos de sus asociados. A veces usaba en sus autógrafos el membrete de Montesa.
Murió cristianamente en su casa de Cádiz con un crucifijo entre las manos.[cita requerida] Sus últimos gestos fueron para pedir que se leyera su poema «Al Cristo de la buena muerte».
Enterrado inicialmente junto a su esposa en el cementerio de Cádiz, en la actualidad sus restos reposan en la cripta de la catedral de Cádiz, junto a los de Manuel de Falla, en una tumba reservada para él desde muchos años antes. En su último domicilio Casa Pemán vendido por la familia, hay una Fundación que alberga el legado de Pemán, que incluye más de 16.000 volúmenes de los siglos XVII al XX, así como manuscritos, revistas y correspondencia del escritor gaditano. Acoge además otras exposiciones organizadas por la entidad Cajasol junto con la Diputación Provincial de Cádiz. Para honrar su memoria la Fundación Unicaja de Málaga instituyó el Premio anual Pemán de artículos periodísticos (actualmente denominado simplemente Premio Unicaja de Periodismo).
En el parque Genovés de Cádiz hubo un teatro al aire libre (actualmente derruido) con el nombre de «Teatro de Verano José María Pemán». En el mismo lugar existe un monumento mandado erigir por suscripción popular con un busto de Pemán realizado por Juan de Ávalos (1967). Nombrado Hijo Adoptivo de Jerez de la Frontera, tenía un busto erigido en el Paseo de la Rosaleda del parque González Hontoria. Trece años después el busto de Pemán ha desaparecido del parque. El monumento se desmontó y el busto fue colocado, con alguna controversia, en el teatro Villamarta. En 2015 fue retirado. En 2017 el colegio «José María Pemán» de Jerez de la Frontera pasó a llamarse colegio «Gloria Fuertes».

## Participación política y religiosa
Actividad parlamentaria
- Dictadura de Primo de Rivera. Elecciones del 12 de septiembre de 1927 por Cádiz para Representantes de las Organizaciones provinciales de Unión Patriótica. Legislaturas: 1927–1928 y 1928–1929.
- Cortes de la República. Elecciones del 19 de noviembre de 1933 por Cádiz. Independiente. Legislatura: 1933–1935.
- Cortes españolas franquistas. Instituciones culturales. Legislatura: 1943–1946.

Partidos políticos sucesivos 
- Unión Patriótica.
- Unión Monárquica Nacional
- Acción ciudadana
- Renovación española
- Bloque Nacional (1934)
- FET y de las JONS (Consejero nacional).
- Movimiento Nacional.

Militancia católica
- Congregación mariana Los Luises.
- Obra de la Adoración Nocturna.[157]
- Asociación Católica Nacional de Propagandistas.
- Apostolado de la Oración.[158]
- Acción Católica.[159]

## Distinciones

#### Órdenes
- Gran Cruz de la Orden de Alfonso X el Sabio (1948).
- Gran Cruz de la Orden de Carlos III (1961).
- Caballero de la Orden del Toisón de Oro (1981).

#### Academias
- Académico de la Real Academia Hispano Americana de Ciencias, Artes y Letras de Cádiz (desde 1921).
- Académico de la Real Academia Española (desde 1939).

- Académico de la Real Academia de Jurisprudencia y Legislación (Desde 1939, causando baja un tiempo después. Definitivamente desde 1966).

## Reconocimientos

#### Doctoradoshonoris causa
- Doctorado honoris causa por la Universidad de Santo Domingo (1946).
- Doctorado honoris causa por la Universidad de Sevilla (1974).

#### Premios
- Premio Mariano de Cavia (1935).
- Hijo Predilecto de la provincia de Cádiz (1955).[160]
- Premio March de Literatura (1957).
- Premio Blasco Ibáñez de novela (1970).

## Obras

### Literatura y teatro
Terminada la guerra, el panorama literario nacional se contrajo. Ausentes forzosos los escritores de más nota, solamente quedaron quienes se adhirieron a tiempo al Movimiento y, con su obra, reflejaron adecuadamente las inquinas, los temores y las esperanzas de su público natural. Pemán ha llegado hasta nuestros días como un provecto escritor consagrado. Su parcela literaria estuvo muy bien labrada.
Pemán llegó a confesar el problema insoluble del escritor que pretendiera permanecer «en tierra de nadie», de la verdad pura y del criterio sereno.
Como no podía ser menos, el régimen de Franco lo cultivó "como si fuera una orquídea» y la Iglesia católica lo recomendó encarecidamente.
Aunque con una obra previa exitosa (se decía de Pemán que, a la hora de escribir, le tiraba de una manga una marquesa y, de la otra, un jesuita), una vez terminada la Guerra Civil supo instalarse económicamente en las Letras del Régimen con una producción literaria extensa: siete tomos de las obras completas, 93 comedias y obras teatrales, 28 novelas y cuentos, incontables prólogos, 43 capítulos de El Séneca, cientos y cientos de artículos periodísticos publicados en los principales periódicos y revistas, así como numerosas conferencias, charlas e intervenciones, no solo en España sino en la América de habla española. Con frecuencia el dibujante gaditano Ricardo Summers Ysern  (Serny) ilustró sus obras impresas.
Su obra inundó librerías, teatros y cines sin problemas de mercado. Junto a Manuel Cerón Bohórquez, José Villén Écija y otros socios se implicó en el negocio editorial, primero en Cádiz y luego en Madrid. La Editorial Escelicer (Establecimientos Cerón y Librería Cervantes S.L. 1938) publicó la mayor parte de su obra. No le hizo ascos a las publicaciones baratas (La Novela del Sábado, Revista Literaria Novelas y Cuentos o la Colección de Teatro, ni a las colecciones de bolsillo (Colección Austral, Colección Crisol y otras).
Trabajó todos los géneros literarios con su estilo inclasificable equidistante entre el clasicismo, el neopopularismo y el modernismo en un momento histórico en que su perfil político de escritor y su relevancia pública ejercieron por sistema como criterios de evaluación artística. En 1957 se le concede el premio March de Literatura; en 1959 se le nombra presidente de la Comisión Interprofesional de Autores; y en 1970 gana el premio Blasco Ibáñez de novela. Obtuvo el premio Espinosa Cortina, la máxima recompensa española para obras teatrales y el premio Mariano de Cavia, el máximo galardón para artículos periodísticos.
Tuvo el buen cuidado de aggiornarse y respetar siempre el poder y las estructuras ordenadas por el poder. Firmó pocos escritos solidarios. Presumía de que la censura franquista nunca había podido con él a pesar de no «haber pagado ninguna bula».
Le ayudaron a organizar sus papeles, en calidad de secretarios, Jorge Villén Écija, Manuel Benítez Sánchez-Cortés y posteriormente Amparo Martín Mújica y Antonio Llaves Villanueva.
Publica su Elegía de la tradición de España (1931), colabora en Acción Española. Su libro Las flores del bien (1946), está considerado como la cumbre de su poesía no épica. No olvidó tampoco la poesía deportiva. Sus obras devocionales más alabadas fueron Suma poética (1950), A la luz del misterio (1952), Canto a la Eucaristía (1962) y Lo que María guardaba en su corazón (1967) con mucho, su libro más vendido en la actualidad.
Como dramaturgo cultivó las comedias de tesis: De ellos es el mundo (1938) (estrenada en la Sevilla de Gonzalo Queipo de Llano), La Casa (1946), Semana de pasión (1947), Lo que debe ser (1948), Callados como muertos (1952); las comedias de costumbres y el drama histórico-religioso en verso: El divino impaciente (1933), Diario íntimo de la tía Angélica (1945), Cuando las Cortes de Cádiz (1934), Cisneros (1935), Almoneda (1936), La Santa Virreina (1939), Metternich (1942), Por la Virgen Capitana (1943), La hidalga limosnera (1944); la temática andaluza: Noche de levante en calma (1935) y la comedia costumbrista: Julieta y Romeo (1936), El testamento de la mariposa (1941), Una loba (1943), Yo no he venido a traer la paz (1943), Hay siete pecados (1944), En tierra de nadie (1947), Vendimia (1947), El viejo y las niñas (1949), Paca Almuzara (1950), Entre el no y el sí (1951), En las manos del hijo (1953), Luz de la víspera (1954), La divina pelea (1954), Vivir apenas (1955), La herida luminosa (1955), El viento sobre la tierra. (1957), Juego y danza de la coqueta y D. Simón (1960), La viudita naviera (1960), Hombre nuevo (1962), Los monos gritan al amanecer (1963), El río se entró en Sevilla (1963), Y en el centro, el amor (1968), Tres testigos (1970). Su estreno más irreverente fue el de la farsa castiza Los tres etcéteras de don Simón (1958) por la que fue injustamente reconvenido.
Realizó adaptaciones de obras clásicas: Antígona, Hamlet, Electra, Tyestes y Edipo) y contemporáneas: El adaptador de horas (1964), Bonaparte quiere vivir tranquilo (1966). Como narrador mostró su ingenio en novelas y cuentos (Historia del fantasma y doña Juanita, Cuentos sin importancia, La novela de San Martín, Luisa, el profesor y yo, Señor de su ánimo ). También publicó ensayos y biografías (Un soldado en la historia. Vida del capitán general Varela, 1954). Sus prólogos garantizaban una buena acogida.

### Himnos
Durante la guerra había tenido una pequeña colaboración con Manuel de Falla en su «Himno Marcial (para voz, piano y tambor)», ya citada. En 1950 Conrado del Campo estrena la ópera «Lola la Piconera" con libreto basado en la obra homónima de Pemán.
En los Festivales de España, cuando colaboró asiduamente con el escenógrafo José Tamayo, Pemán se aficionó de verdad a las representaciones de gran estilo. En junio de 1954 estrenó en Sagunto «La destrucción de Sagunto», en verso blanco con música de Joaquín Rodrigo. El mismo año en Mérida representó el «Edipo» y en 1955 el «Julio César» ambos con Richard Klatovsky, músico austríaco con el que congeniaría muy pronto. En una promoción de imagen del Régimen, la Dirección General de Información le estrena en abril de 1956 en Graz (Austria), con importante aparato orquestal y coral, un oratorio escenificado en colaboración con Klatovsky, titulado «Christoph Columbus». En los Festivales de España de Mérida (1959) representó «La Orestiada» con música de Cristóbal Halffter. El 24 de marzo de 1959, levanta el telón del Teatro Español con la refundición de «Los encantos de la culpa» con ilustraciones musicales de Cristóbal Halffter. Y también la «Numancia» de Cervantes (1961) con Joaquín Rodrigo. Esta imparable línea musicológica estalló en Pamplona con la espectacular evocación religiosa «Luz y sonido de Javier», con música de Cristóbal Halffter.
Hizo sus pinitos en el género lírico con la ópera «La muerte de Carmen», con música de Ernesto Halffter y la zarzuela de ambiente gaditano «Las viejas ricas» con música de Tellería (1947). También revisó con Pablo Sorozábal «Pan y Toros», de Picón y Barbieri.
Tuvo alguna aproximación a la incipiente industria discográfica. Editó un sencillo microsurco con su propia voz recitando «Nocturno a Margarita y otros poemas» [Grabación sonora]. Madrid, RCA Española, D.L. 1958. De manera insólita, llegó a componer la letra de alguna canción ligera de Emilio José: «Barrio de los marineros» [Grabación sonora]. Belter. (1970).
José María Pemán fue un vocacional letrista de himnos: Himno de Cádiz, Himno de la CEDA y de su apéndice la JAP (con música de Grieg), Himno Nacional (Marcha Real), del Movimiento Nacional, de la Armada Española (1940), de las Fuerzas Aéreas (1967), del Congreso Eucarístico Internacional (1952), de la Acción Católica, junto a Joaquín Rodrigo (1961), himno a la Coronación de la Virgen de La Merced como patrona de Jerez de la Frontera que un día escribiera Pemán con música de Joaquín Rodrigo, y el poco conocido Himno al hundimiento del «Crucero Baleares»:
Su programa de mayor éxito para la televisión fue El Séneca, una serie en la que el personaje creado por Pemán e interpretado por Antonio Martelo, derrochaba sentido común, gramática y buen humor aunque para algunos realizaba una crítica inútil. 
Pemán interviene muy pronto en el cine del nuevo régimen colaborando con la mayoría de los directores del momento. Una veces interviene en el guion, otras, en adaptaciones de obras suyas y, anecdóticamente, aparece personalmente como él mismo en alguna película. Era muy aficionado al cine adonde acudía todos los días. Como anécdota, el 29 de febrero de 1936 comenzó el rodaje de una película con guion de Pemán, titulada «Lola Triana», en la que aparecía como estrella protagonista Raquel Meller. Escribió el guion de la película El capitán de Loyola (1949), dirigida por José Díaz Morales, «Congreso en Sevilla» (1955) de Antonio Román y «Teresa de Jesús» (1961), dirigida por Juan de Orduña.
En la vida conocida de Pemán podríamos distinguir, con Manuel Vázquez Montalbán, tres etapas: a) durante la República fue el inflamado contestatario de derechas, creador de El divino impaciente; b) durante la Guerra Civil fue un inestimable propagandista (persuasor de masas) al servicio de la causa nacional, con ejecutoria política de cierta importancia; c) después de la guerra (Nacional-catolicismo/falangismo) fue durante casi treinta años una bien equilibrada mezcla de portavoz oficioso de Estoril, un crítico general de costumbres generales, un poeta, y un dramaturgo folclorista.
Con el advenimiento de la democracia, los antiguos mecanismos de coerción empezaron a debilitarse. Como suele ocurrir al tratar sobre muchas personalidades de la época (Laín, Ridruejo, el padre Tusquets y tantos otros), sus propias memorias autobiográficas y sus apologistas resaltaron las contribuciones literarias más llamativas sin tocar, o tocando muy por encima, como hurtando, su compromiso político o religioso.

### Listado de obras
- Obras completas, Madrid: Escelicer, 1947–1965, siete tomos. I. «Poesía» (1947). II. «Novelas y cuentos» (1948). III. «Narraciones y ensayos» (1949). IV. «Teatro». V. «Doctrina y oratoria» (1953). VI. «Miscelánea» (1953). VII. «Miscelánea» (1965).

Lírica
- De la vida sencilla. Poesías originales, M., V. H. Sanz Calleja, 1923 (con prólogo de Francisco Rodríguez Marín).
- Nuevas poesías, M., Voluntad, 1925.
- A la rueda, rueda... Cancionero, M., CIAP Mundo Latino, 1929.
- El barrio de Santa Cruz (Itinerario lírico), Jerez de la Frontera, Nueva Litografía Jerezana, 1931.
- Elegía de la tradición de España, Cádiz, Tip. Manuel Cerón, 1931.
- Elogio de la tradición de España, 1931
- Salmo de los muertos del 10 de agosto, 1933.
- Señorita del mar, M., Sáez Hnos, 1934.
- Poesía (1923-1937), Valladolid, Santarén, 1937.
- Poema de la Bestia y el Ángel, Zaragoza, Jerarquía, 1938.
- Poesía sacra, M., Escelicer, 1940.
- Por Dios, por la Patria y el Rey, M., Ediciones Españolas, 1940 (Estampas de Carlos Sáez de Tejada).
- Las musas y las horas, M., Aguilar, 1945.
- Las flores del bien, B., Montaner y Simón, 1946.
- Obras completas, M., Escelicer, 1947 (Tomo I: Poesía)..
- Antología de poesía lírica, 1954
- Las musas y las horas, 1958
- Antología poética, 1963
- Canto a la Eucaristía, 1967
- La Pasión según Pemán. Edibesa, 1997
- Antología primera, 1998
- Antología segunda, 1998
- Poesía esencial. Granada, 2002. (Estudio preliminar y selección de José Enrique Salcedo Mendoza).

Narrativa y cuentos
- Cuentos sin importancia, 1927.
- Fierabrás, 1927.
- Romanza del fantasma y doña Juanita, 1927.
- Inquietudes de un provinciano, 1930.
- Volaterías, 1932.
- De Madrid a Oviedo, pasando por Las Azores, 1933.
- La vencedora, 1933.
- San Pedro, 1933.
- De Madrid a Oviedo pasando por las Azores, 1935
- El vuelo inmóvil, 1936.
- ¡Atención, atención!, 1937.
- Historia de tres días, 1939.
- El paraíso y la serpiente, 1942.
- Doña Sol, 1940
- Señor de su ánimo, 1943.
- Un laureado civil, 1944.
- De doce cualidades de la mujer, 1948.
- Luisa, el profesor y yo, 1950.
- El séptimo espíritu, 1950.
- El fantasma y Doña Juanita, 1955.
- Cuentos para grandes y chicos, 1961.
- Mujeres, 1967.
- El horizonte y la esperanza, 1970.
- El Séneca, 1984.

Ensayo
- Ensayo sobre las ideas filosófico-jurídicas de "La república" de Platón, 1921
- El hecho y la idea de la Unión Patriótica, 1929.
- La eternamente vencedora. Interpretaciones, sin tópicos, del alma andaluza, 1933
- Cartas a un escéptico en materia de formas de gobierno, 1935.
- Los poetas modernistas de América Latina (1936) (contestación a Agustín del Saz)
- Arengas y crónicas de guerra, 1937
- De la entrada en Madrid, 1939
- Crónicas de antes y después del diluvio, 1939.
- La historia de España contada con sencillez, 1939.
- Del sentido civil y su expresión en la poesía española, 1940
- Cinco conferencias, 1941
- Algunos valores fundamentales del teatro de Lope de Vega, 1942
- Discurso de la consolación de los ciegos, 1944
- Creación y métrica de la Salutación del optimista de Rubén Darío, 1945
- Elogio de la lengua castellana, 1946
- De la cuarta y definitiva salida de Don Quijote de la Mancha, 1946
- Ocho ensayos religiosos, 1948.
- Breve Historia de España, 1950
- A la luz del misterio. Un estudio sobre la Eucaristía y la Paz, 1952
- El Séneca y sus puntos de vista, 1953
- Doctrina y oratoria, 1953
- Homenaje a Ramon Llull, 1954
- Álgebra del lenguaje (contestación a Julio Rey Pastor), 1954
- El agustinismo del pensamiento contemporáneo, 1955
- Cien artículos, 1957
- Andalucía, 1958
- Los complejos del teatro español, 1959
- Lengua literaria y norma lingüística" (contestación a Salvador Fernández Ramírez), 1960
- Lo tradicional y lo moderno en Lope de Vega, 1962
- El Conde de Barcelona, 1962
- Meditación española, 1963
- La Ilustración y su impulso al trabajo en el siglo XVIII, 1963
- Juan Maragall y el sentido nacional de su obra, 1963
- La palabra poética, 1965
- La idea de justicia en las letras clásicas españolas, 1966
- Espronceda, 1966
- El campo, el campesino y la canción, 1966
- Comentarios a mil imágenes de la guerra civil española, 1967
- Lo que María guardaba en su corazón, 1968
- La juventud en el mundo actual, 1968
- De doce cualidades de la mujer, 1969
- Miedos y humildades de la doctora, 1970
- España siglo XX, 1970
- Signo y viento de la hora, 1970
- Ensayos andaluces, 1972
- Mis almuerzos con gente importante, 1972
- El español ante el diluvio, 1972
- Mensajes desde el cerro, 1973
- Mis encuentros con Franco, 1976
- Mis mejores artículos, 1997
- Mis mejores artículos, 1997
- La pasión según Pemán, 1997
- La Navidad de Pemán, 1997
- Los testigos de Jesús, 1997
- De las letras y las artes: escritores y artistas de ayer y de hoy, 1998
- El Séneca en televisión, 1998
- Apuntes autobiográficos, 1998

Teatro
- Isoldina y Polión, 1928.
- El divino impaciente, 1933.
- Cuando las Cortes de Cádiz, 1934.
- Cisneros, 1935.
- Noche de levante en calma, 1935.
- Julieta y Romeo, 1935.
- La danza de los velos, 1936.
- Almoneda, 1938.
- De ellos es el mundo, 1938.
- Ha habido un robo en el teatro, 1938.
- La danza de los velos, 1939
- La Santa virreina, 1939.
- Ella no se mete en nada, 1941.
- El testamento de la mariposa, 1941.
- Por la Virgen Capitana, 1941.
- Metternich, 1942.
- Juan sin versos, 1942.
- El testamento de la Mariposa, 1942.
- Hay siete pecados, 1943.
- Como el primer día, 1943.
- Una loba, 1943.
- Hablar por hablar, 1944.
- La hidalga limosnera, 1944.
- Si me quieres o me dejas, 1944.
- Yo no he venido a traer la paz, 1945.
- La casa, 1946
- Diario íntimo de la tía Angélica, 1946.
- Todo a medio hacer, 1946.
- Antígona, 1946.
- La casa, 1947.
- En tierra de nadie, 1947.
- Vendimia, 1947.
- La verdad, 1947.
- Lo que debe ser, 1948.
- Semana de Pasión, 1948.
- Hamlet, 1949.
- Electra, 1949.
- El viejo y las niñas, 1949.
- El gran cardenal, 1950.
- Paca Almuzara, 1950.
- Por el camino de la vida, 1950.
- La muerte de Carmen, 1949; libreto de ópera con música de Ernesto Halffter.
- La casa. Paca Almuzara, 1951
- El gran cardenal, 1951
- Entre el no y el sí, 1951.
- La luz de la víspera, 1952
- Callados como muertos, 1952.
- En las manos del hijo, 1953.
- Luz de la víspera, 1954.
- La divina pelea, 1954.
- La noche de San Martín. Un milagro en Villachica, 1955
- Vivir apenas, 1955.
- La herida luminosa, 1955.
- El viento sobre la tierra, 1957.
- Noche de Levante en calma. Julieta y Romeo, 1957
- Los tres etcéteras de don Simón, 1958.
- Juego y danza de la coqueta y D. Simón, 1960.
- La Orestiada, 1960
- La viudita naviera, 1960.
- La coqueta y Don Simón, 1961
- Hombre nuevo, 1962.
- El abogado del diablo, 1963
- Los monos gritan al amanecer, 1963.
- El río se entró en Sevilla, 1963.
- La atareada del paraíso, 1964
- Auto de la compadecida, 1965
- El comprador de horas, 1966
- Felipe II. Las soledades del rey
- Y en el centro, el amor, 1968.
- El amante complaciente, 1969
- Tres testigos, 1970.

Cine
- De ellos es el mundo (solo guion), (1939)
- Julieta y Romeo. José Mª Castellví (1939).
- Lola Montes. Antonio Román (1944).
- El amor brujo. Antonio Román (1944).
- El fantasma y doña Juanita. Rafael Gil (1944).
- Fuenteovejuna. Antonio Román (1947).
- La vida encadenada. Antonio Román (1948).
- La cigarra. Florián Rey (1948).
- Brindis a Manolete. Florián Rey (1948).
- Locura de amor. Juan de Orduña (1948).
- El capitán de Loyola. José Díaz Morales (1949).
- La duquesa de Benamejí. Luis Lucía (1949).
- Lola la Piconera. Luis Lucía (1951).
- Rebeldía. José Antonio Nieves Conde (1954).
- Congreso en Sevilla. Antonio Román (1955).
- La viudita naviera. Luis Marquina (1961).
- Teresa de Jesús. Juan de Orduña (1961).
- Autopsia. Juan Logar (1973). Aparece él mismo.
- Cádiz, señorita del mar. Guillermo de la Cueva (1974).
- Rafael en Raphael. Antonio Isasi-Isasmendi (1975). Aparece él mismo.

## Polémicas y Homenaje
En 2020 el Ayuntamiento de Cádiz, gobernado por José María González, del partido político de izquierdas Podemos, ordenó retirar el busto de Pemán del patio de su casa natal en dicha ciudad y una placa en homenaje al escritor situada en la fachada, lo cual levantó una fuerte discusión entre los que estaban a favor y en contra de dicha medida. 
El 19 de julio de 2021, al cumplirse los cuarenta años de su muerte, se organizó un homenaje a Pemán, en el Oratorio de san Felipe Neri, cuna de la Constitución de 1812. Asistieron autoridades, intelectuales, personalidades del mundo de la cultura, la política, parlamentarios, académicos. El acto, denominado "Encuentro con Pemán" fue promovido por la Junta de Andalucía. En él se destacaron tres facetas de su persona: como pensador, como escritor y como ciudadano. Se reivindicó su figura literaria, así como sus convicciones monárquicas y constitucionalistas.
El 8 de agosto de 2021 la Diputación de Cádiz difundió un documental sobre su figura cómo escritor y político, abordando aspectos de su poliédrica personalidad.